# Gunfighter
Gunfighter — компьютерная игра, разработанная Redwood Designs и выпущенная Atlantis Software Ltd в 1988 году для ряда платформ.

## Общая информация
Действие игры происходит в городке на Диком Западе. Игрок управляет шерифом, задача которого — выслеживать и убивать бандитов.
В городе есть три улицы, каждая улица состоит из ряда экранов. В некоторые здания можно заходить. Игра начинается возле офиса шерифа. Игровой процесс заключается перемещении по городу в поисках бандита, а когда он будет обнаружен, его необходимо застрелить. Шериф вооружён шестизарядным револьвером; чтобы пополнить патроны, надо вернуться в офис. В городе всегда есть только один бандит; когда он погибает, на смену ему приходит следующий (каждый из них имеет своё имя). Других жителей в городе нет, за исключением снайпера на одном из экранов. За убийство бандитов, а также за нахождение документов, иногда встречающихся на улице и в домах, начисляется денежная премия. За 500 долларов можно купить дополнительную жизнь у доктора (Doc’s). Кроме того, есть возможность сыграть в рулетку в казино.

## Отзывы
- Sinclair User — 70 %. «Поисковая игра выше среднего уровня с перестрелками. Хорошая графика, хотя между перестрелками действие немного замедляется»[1].
- CRASH — 75 %. «Gunfighter — это приятная маленькая игра, которая не слишком нагрузит ваш интеллект, но предложит неплохое испытание за скромную цену»[2].
- Your Sinclair — 4/10. «Играли ли вы когда-нибудь в игру с мыслью: „Ну, всё это очень хорошо, но должно быть нечто большее“? И вы продолжали играть, и ничего больше не было? Да, это именно Gunfighter»[3].

## Прочее
Игра Gunfright (1986) похожа на Gunfighter не только названием, но и игровым процессом, хотя имеет другую графику и немного более комплексная.